# 도러시 버지스

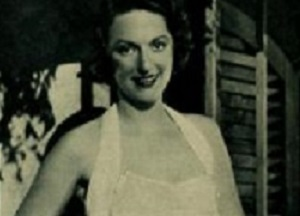

도러시 버지스(영어: Dorothy Burgess, 1907년 3월 4일 ~ 1961년 8월 21일)는 미국의 배우이다.
로스앤젤레스에서 태어났으며 리버사이드에서 사망하였다. 사인은 결핵이다.

## 영화
- 미스 페인스 베이비 (1934년)
- 패션스 오브 1934 (1934년)
- 나이트 플라이트 (1933년)
- 홀드 유어 맨 (1933년)
- 말레이 나이츠 (1932년)
- 추억의 아리조나 (1929년)